# 鈍葉牆蘚
鈍葉牆蘚（学名：[Tortula truncata] 错误：{{Lang}}：文本有斜体标记（帮助））为蔓蘚科牆蘚屬下的一个种。